# David di Donatello per il miglior cortometraggio
Il David di Donatello per il miglior cortometraggio è un premio cinematografico assegnato annualmente nell'ambito dei David di Donatello, a partire dalla edizione del 1997.
Al concorso che assegna il premio possono partecipare tutti i cortometraggi italiani di durata inferiore ai 20 minuti, compresi i titoli di coda, prodotti nell’anno precedente, senza distinzione tra film di finzione e film di animazione. Fino al 2022 il limite è stato di 15 minuti.
Il premio e i candidati sono scelti da una giuria ad hoc e sono annunciati durante la conferenza stampa che ogni anno  comunica l’elenco delle candidature relative a tutte le candidature.
Il David per il miglior cortometraggio è fra i premi riconosciuti dall’Academy per le qualificazione ai premi Oscar al miglior cortometraggio e Oscar al miglior cortometraggio di animazione.

## Vincitori e candidati
I vincitori sono indicati in grassetto.
Anni 1997-1999
- 1997: Senza parole, regia di Antonello De Leo
- 1998
  - La matta dei fiori, regia di Rolando Stefanelli
  - Asino chi legge, regia di Pietro Reggiani
  - Spalle al muro, regia di Nina Di Majo
- 1999
  - Quasi fratelli, regia di Francesco Falaschi
  - Fuochino, regia di Carlotta Cerquetti
  - Incantesimo napoletano, regia di Paolo Genovese e Luca Miniero
  - Tanti auguri, regia di Giulio Manfredonia

Anni 2000
- 2000: 
  - Monna Lisa, regia di Matteo Delbò
  - Tipota, regia di Fabrizio Bentivoglio
  - Per sempre, regia di Chiara Caselli
- 2001
  - Gavetta, regia di Craig Bell
  - Cecchi Gori Cecchi Gori?, regia di Rocco Papaleo
- 2002
  - Non dire gatto, regia di Giorgio Tirabassi
  - La storia chiusa, regia di Emiliano Corapi
  - Un paio di occhiali, regia di Carlo Damasco
- 2003
  - Racconto di guerra, regia di Mario Amura (ex aequo)
  - Rosso fango, regia di Paolo Ameli (ex aequo)
  - Radioportogutenberg, regia di Alessandro Vannucci
  - Regalo di Natale, regia di Daniele De Plano
  - Space off, regia di Tino Franco
- 2004
  - Sole, regia di Michele Carrillo (ex aequo)
  - Zinanà, regia di Pippo Mezzapesa (ex aequo)
  - Aspettando il treno, regia di Catherine Mc Gilvray
  - Interno 9, regia di Davide Del Degan
  - Un amore possibile, regia di Amanda Sandrelli
- 2005
  - Aria, regia di Claudio Noce (ex aequo)
  - Lotta libera, regia di Stefano Viali (ex aequo)
  - Mio fratello Yang, regia di Gianluca e Massimiliano De Serio
  - O' guarracino, regia di Michelangelo Fornaro
  - Un refolo, regia di Giovanni Arcangeli
- 2006
  - Un inguaribile amore, regia di Giovanni Covini
  - Codice a sbarre, regia di Ivano De Matteo
  - Dentro Roma, regia di Francesco Costabile
  - Tanalibera tutti, regia di Vito Palmieri
  - Zakaria, regia di Gianluca e Massimiliano De Serio
- 2007
  - Meridionali senza filtro, regia di Michele Bia
  - Armando, regia di Massimiliano Camaiti
  - La cena di Emmaus, regia di Josè Corvaglia
  - Solo cinque minuti, regia di Filippo Soldi
  - Travaglio, regia di Lele Biscussi
- 2008
  - Uova, regia di Alessandro Celli
  - Adil & Yusuf, regia di Claudio Noce
  - Il bambino di Carla, regia di Emanuela Rossi
  - Ora che Marlene, regia di Giovanna Nazarena Silvestri
  - Tramondo, regia di Giacomo Agnetti e Davide Bazzali
- 2009
  - L'arbitro, regia di Paolo Zucca
  - L'amore è un giogo, regia di Andrea Rovetta
  - Bisesto, regia di Giovanni Esposito e Francesco Prisco
  - Cicatrici, regia di Eros Achiardi
  - La Madonna della frutta, regia di Paola Randi

Anni 2010
- 2010
  - Passing Time, regia di Laura Bispuri
  - L'altra metà, regia di Pippo Mezzapesa
  - Buonanotte, regia di Riccardo Banfi
  - Nuvole, mani, regia di Simone Massi
  - Uerra, regia di Paolo Sassanelli
- 2011
  - Jody delle giostre, regia di Adriano Sforzi
  - Io sono qui, regia di Mario Piredda
  - Caffè Capo, regia di Andrea Zaccariello
  - Salvatore, regia di Bruno e Fabrizio Urso
  - Stand By Me, regia di Giuseppe Marco Albano
- 2012
  - Dell'ammazzare il maiale, regia di Simone Massi
  - Ce l'hai un minuto?, regia di Alessandro Bardani e Luca Di Prospero
  - Cusutu n' coddu - Cucito addosso, regia di Giovanni La Pàrola
  - L'estate che non viene, regia di Pasquale Marino
  - Tiger Boy, regia di Gabriele Mainetti
- 2013
  - L'esecuzione, regia di Enrico Iannaccone
  - Ammore, regia di Paolo Sassanelli
  - Cargo, regia di Carlo Sironi
  - Preti, regia di Astutillo Smeriglia
  - Settanta, regia di Pippo Mezzapesa
- 2014
  - 37°4 S, regia di Adriano Valerio
  - A passo d'uomo, regia di Giovanni Aloi
  - Bella di notte, regia di Paolo Zucca
  - Lao, regia di Gabriele Sabatino Nardis
  - Non sono nessuno, regia di Francesco Segrè
- 2015
  - Thriller, regia di Giuseppe Marco Albano
  - Due piedi sinistri, regia di Isabella Salvetti
  - L'errore, regia di Brando De Sica
  - Sinuaria, regia di Roberto Carta
- 2016
  - Bellissima, regia di Alessandro Capitani
  - A metà luce, regia di Anna Gigante
  - Dove l'acqua con altra acqua si confonde, regia di Gianluca Mangiasciutti e Massimo Loi
  - La ballata dei senzatetto, regia di Monica Manganelli
  - Per Anna, regia di Andrea Zuliani
- 2017
  - A casa mia, regia di Mario Piredda
  - Ego, regia di Lorenza Indovina
  - Mostri, regia di Adriano Giotti
  - Simposio suino in re minore, regia di Francesco Filippini
  - Viola, Franca, regia di Marta Savina
- 2018
  - Bismillah, regia di Alessandro Grande
  - Confino, regia di Nico Bonomolo
  - La Giornata, regia di Pippo Mezzapesa
  - Mezzanotte Zero Zero, regia di Nicola Conversa
  - Pazzo & Bella, regia di Marcello Di Noto
- 2019
  - Frontiera, regia di Alessandro Di Gregorio
  - Il nostro concerto, regia di Francesco Piras
  - Im Bären, regia di Lilian Sassanelli
  - Magic Alps, regia di Andrea Brusa e Marco Scotuzzi
  - Yousef, regia di Mohamed Hossameldin

 Anni 2020 
- 2020
  - Inverno, regia di Giulio Mastromauro
  - Baradar, regia di Beppe Tufarulo
  - Il nostro tempo, regia di Veronica Spedicati
  - Mia sorella, regia di Saverio Cappiello
  - Unfolded, regia di Cristina Picchi

- 2021
  - Anne, regia di Domenico Croce e Stefano Malchiodi[5]
  - Gas Station, regia di Olga Torrico
  - Il gioco, regia di Alessandro Haber
  - L'oro di famiglia, regia di Emanuele Pisano
  - Shero, regia di Claudio Casale

- 2022
  - Maestrale, regia di Nico Bonomolo
  - Diorama, regia di Camilla Carè
  - L'ultimo spegne la luce, regia di Tommaso Santambrogio
  - Notte romana, regia di Valerio Ferrara
  - Pilgrims, regia di Farnoosh Samadi e Ali Asgari

- 2023
  - Le variabili dipendenti, regia di Lorenzo Tardella
  - Albertine where are you?, regia di Maria Guidone
  - Ambasciatori, regia di Francesco Romano
  - Il barbiere complottista, regia di Valerio Ferrara
  - Lo chiamavano Cargo, regia di Marco Signoretti

- 2024
  - The Meatseller, regia di Margherita Giusti
  - Asterión, regia di Francesco Montagner
  - Foto di gruppo, regia di Tommaso Frangini
  - In quanto a noi, regia di Simone Massi
  - We Should All Be Futurists, regia di Angela Norelli

- 2025
  - Domenica sera, regia di Matteo Tortone
  - La confessione, regia di Nicola Sorcinelli
  - La ragazza di Praga, regia di Andree Lucini
  - Majonezë, regia di Giulia Grandinetti
  - The Eggregores' Theory, regia di Andrea Gatopoulos